# Kristiansand Ishockeyklubb
Kristiansand Ishockeyklubb er en norsk ishockeyklub fra Kristiansand oprettet 26. Oktober 1992. Klubben spiller deres hjemmekamp i Idda Arena. De spiller nu i Norges ishockey andendivision for mænd .

## Eksterne links
- Kristiansand Ishockeyklub hjemmeside Arkiveret 21. marts 2020 hos  Wayback Machine

| Sport | Spire Denne artikel om sport er en spire som bør udbygges. Du er velkommen til at hjælpe Wikipedia ved at udvide den. |